# Henri Rieben

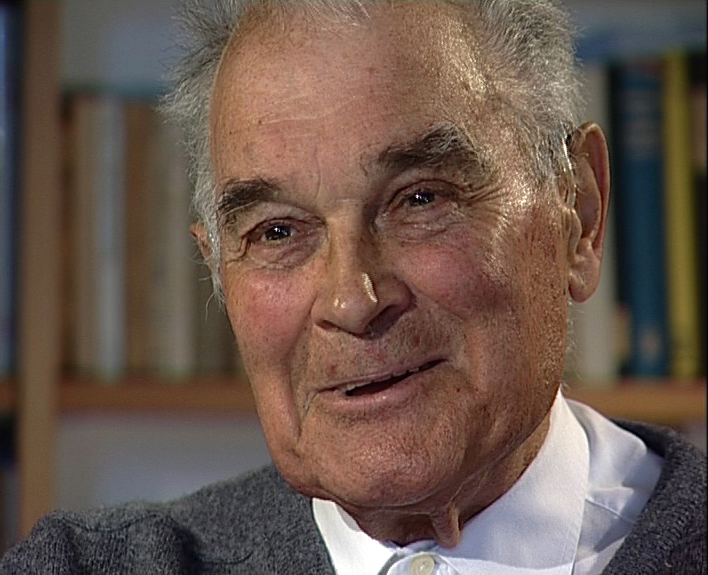
Henri Rieben

Henri Rieben (* 23. März 1921 in Epalinges, Kanton Waadt; † 11. Januar 2006 ebenda) war ein Schweizer Wirtschaftswissenschafter, «Schweizer Europäer» und Vorreiter für die europäische Integration.

## Leben
Henri Rieben wurde 1921 in Epalinges im Kanton Waadt als Sohn von Bauern geboren. Er studierte Wirtschaftswissenschaften an der Universität Lausanne, wo er der Verbindung Valdésia beitrat. 1952 promovierte er. 1957 wurde er in Lausanne der erste Ordinarius auf dem neu eingerichteten Lehrstuhl für Fragen der europäischen Integration – dem ersten dieser Art in Europa. Rieben gründete dort das Institut für europäische Forschung. Henri Rieben arbeitete in den 1950er und 1960er Jahren eng mit dem französischen Staatsmann und Europa-Visionär Jean Monnet zusammen, der zusammen mit Robert Schumann als einer der Gründerväter der Europäischen Gemeinschaft (EG) und der heutigen Europäischen Union (EU) gilt.
Rieben gründete 1978 die Stiftung "Jean Monnet für Europa" (Jean Monnet pour l' Europe). Diese Stiftung stellt Wissenschaftern und Studenten Archivmaterial über den Gründungsprozess und die Entwicklung der Europäischen Gemeinschaft zur Verfügung. Es ist eine öffentlich zugängliche Mediathek mit 8000 Fotografien von Jean Monnet und der europäischen Integration, Interviews mit Europa-Pionieren, altem Filmmaterial über Monnet und sein Lebenswerk sowie eine Sammlung von aktuellen Fernseh- und Radiosendungen über Europa, vorhanden. In den Archiven der Stiftung werden rund zwölf Tonnen hinterlassene Dokumente von Monnet gelagert und verwaltet. Stiftung "Jean Monnet für Europa" gibt unter anderem so genannte "Rote Hefte" zu europäischen Themen heraus.
Als Generalsekretär des Aktionskomitees für ein Vereinigtes Europa und Präsident der Stiftung "Jean Monnet für Europa" erhielt er verschiedene Ehrungen, unter anderem 1973 die goldene Medaille für Europäische Verdienste und 1990 den Freedom Prize. Henri Rieben ist Träger des Verdienstordens des Grossherzogtums von Luxemburg und wurde in Frankreich als Ritter der Ehrenlegion ausgezeichnet. Im Bürgerkrieg in Angola war Henri Rieben mit der Vermittlung zwischen dem Internationalen Komitee vom Roten Kreuz und der UNITA beauftragt.
Über diese Engagements hinaus war Rieben unter anderem 1958 Mitbegründer der Waadtländer Wirtschaftsförderung und Mitglied des Leitungsgremiums der Expo 1964 in Lausanne.
Der Dokumentarfilmer Philippe Nicolet dreht derzeit im Auftrag der Stiftung "Jean Monnet für Europa" einen Dokumentarfilm über Rieben.
Rieben ist an den Folgen einer Krebserkrankung verstorben.

## Werke (Auswahl)
- Des ententes de maîtres de forges au Plan Schuman. Epalinges 1954. (Thèse sc. commerc. et écon. Lausanne, 1954).
- Der Umfang des gemeinsamen Marktes für Kohle und Stahl. Communauté européenne du charbon et de l'acier, Luxembourg 1956. (Die Welt und Europa; 1).
- Le chemin européen. Université, Ecole des H.E.C., Centre de recherches européennes, Lausanne 1963.
- Un changement d'espérance dans l'histoire. Centre de recherches européennes, Lausanne 1975.
- zusammen mit Claire Camperio-Tixier; Françoise Nicod: A l'écoute de Jean Monnet. Fondation Jean Monnet pour l'Europe, Centre de recherches européennes, Lausanne 2004, ISBN 2-9700266-2-7. (Les Cahiers rouges).